# Hyaloria pilacre
Hyaloria pilacre är en svampart som beskrevs av Möller 1895. Hyaloria pilacre ingår i släktet Hyaloria och familjen Hyaloriaceae.   Inga underarter finns listade i Catalogue of Life.